# Milesia
Genre
Milesia est un genre d'insectes diptères du sous-ordre des Brachycera (les Brachycera sont des mouches muscoïdes aux antennes courtes) et de la famille des Syrphidae.

## Liste d'espèces
Selon ITIS (1er juillet 2013) :
- Milesia bella Townsend, 1897
- Milesia scutellata Hull, 1924
- Milesia virginiensis (Drury, 1773)

Selon Fauna Europaea (24 aout 2021) :
- Milesia crabroniformis (Fabricius, 1775)
- Milesia semiluctifera (Villers, 1798)